# Municipio de Etna (Ohio)
El municipio de Etna (en inglés: Etna Township) es un municipio ubicado en el condado de Licking en el estado estadounidense de Ohio. En el año 2010 tenía una población de 16373 habitantes y una densidad poblacional de 269,9 personas por km².

## Geografía
El municipio de Etna se encuentra ubicado en las coordenadas 39°57′15″N 82°41′42″O / 39.95417, -82.69500. Según la Oficina del Censo de los Estados Unidos, el municipio tiene una superficie total de 60.66 km², de la cual 60.31 km² corresponden a tierra firme y (0.58%) 0.35 km² es agua.

## Demografía
Según el censo de 2010, había 16373 personas residiendo en el municipio de Etna. La densidad de población era de 269,9 hab./km². De los 16373 habitantes, el municipio de Etna estaba compuesto por el 81.7% blancos, el 13.02% eran afroamericanos, el 0.29% eran amerindios, el 1.73% eran asiáticos, el 0.02% eran isleños del Pacífico, el 0.86% eran de otras razas y el 2.38% pertenecían a dos o más razas. Del total de la población el 2.22% eran hispanos o latinos de cualquier raza.